# Крест Признания
Крест Признания (латыш. Atzinības krusts, фр. Croix de la Reconnaissance) — государственная награда Латвии.

## История
Орден Признания был основан в Либаве 13 мая 1710 года герцогом Курляндии и Семигалии Фридрихом Вильгельмом и перестал существовать в 1711 году со смертью учредителя. Всего герцог успел пожаловать своим орденом 18 кавалеров. Орден Признания был первой и единственной наградой Курляндского герцогства.
Орден был восстановлен в 1938 году в Латвийской республике. Он не был точной копией ордена Признания. Автором нового эскиза креста стал художник Густав Шкилтер. В отличие от бесстепенного герцогского ордена, орден Латвии имеет 5 степеней и знак отличия в 4 степенях.
Крестом Признания 1-й степени был награждён 21 человек, 2-й степени — 21, 3-й степени — 110, 4-й степени — 341 и 5-й степени — 1314 человек. Знак отличия особой степени получили 303 человека, 1-й степени — 730, 2-й степени — 764 и 3-й степени — 354 человека.
С 1940 года по 2005 год награждений не производилось.
С марта 2005 года орденом награждено:
- 1 степенью — 36 человек
- 2 степенью — 69 человек
- 3 степенью — 46 человек
- 4 степенью — 170 человек
- 5 степенью — 64 человека

## Знаки ордена
Знак ордена образца 1710 года представлял собой мальтийский крест белой эмали с золотой каймой и шариками на концах. В центре креста — овальный медальон. На лицевой стороне медальона был помещён герб Курляндского герцогства, на оборотной стороне — вензель герцога Фридриха Вильгельма. Крест подвешивался к кольцу в форме змеи и носился на шее на красной ленте с серебряными краями.
Знак ордена образца 1938 года представляет собой мальтийский крест белой эмали с золотой каймой и шариками на концах. В углах креста — по два переплетённых позолоченных кольца, символизирующих восемь Курляндских герцогов, в годы правления которых герцогство достигло своего расцвета. В центре креста — овальный медальон. На лицевой стороне медальона помещён большой герб Латвийской Республики в геральдических цветах и дата 1938, на оборотной стороне — герб Курляндского герцогства и дата 1710. На боковых и нижнем торцах креста нанесён девиз ордена.
Лента ордена красная с серебряными полосками по краям.
Способы ношения ордена:
- 1-я степень ордена — знак, размером 49 мм, носимый у бедра на широкой (110 мм) ленте через правое плечо и знак бо́льшего размера (85 мм), закреплённый на левой стороне груди.
- 2-я степень — только большой знак (85 мм), закреплённый на левой стороне груди.
- 3-я степень — знак, размером 49 мм, носимый на узкой ленте на шее.
- 4-я степень — знак, размером 40 мм, крепящийся к подвесу в виде ромба из 8 переплетённых колец и носимый на ленте с розеткой на левой стороне груди.
- 5-й степень — такой же знак, как и 4-й степени, но без розетки на ленте.

| 1-я степень    | 1-я степень (для женщин) | 2-я степень      | 2-я степень (для женщин) |
| -------------- | ------------------------ | ---------------- | ------------------------ |
|                |                          |                  |                          |
|                |                          |                  |                          |
| 3-я степень    | 3-я степень (для женщин) | 4 — 5 степени    | Миниатюра и розетка      |
|                |                          |                  |                          |
|                |                          |                  |                          |
| Золотая медаль | Серебряная медаль        | Бронзовая медаль |                          |
|                |                          |                  |                          |
|                |                          |                  |                          |

## Знак отличия
Знак отличия ордена имеет вид круглой медали, с лицевой стороны которой помещено изображение орденского креста, а с оборотной — в окружении венка из пшеничных колосьев парящий ястреб с кольцом в лапах, окружённый надписью: «DOMAS UN DARBUS LATVIJAI» (Мысли и дела — Латвии). Знаки отличия особой и 1-й степеней — золотые (позолоченные), 2-й степени — серебряные, 3-й степени — бронзовые. Знаки отличия особой и 1-й степеней дополнены сверху золотыми дубовыми листьями. Размеры: особой степени — 46 мм, 1-й степени — 30 мм, 2-й и 3-й степеней — 36 мм. Знаки отличия особой и 1-й степеней носятся на орденской ленте на шее, 2-й и 3-й степеней — на ленте на левой стороне груди.
Орден имеет пять степеней (I, II, III, IV, V). Обладатель ордена I степени называется командором Большого креста, II степени — старшим офицером ордена, III степени — командором, IV степени — офицером, V степени — кавалером.